# Épinal
Épinal ist die Hauptstadt (Präfektur) des französischen Départements Vosges in der Region Grand Est (bis 2015 Lorraine). Sie ist Sitz des am 1. Januar 2012 neu ausgerichteten Gemeindeverbandes Agglomération d’Épinal.
Im Deutschen wurde noch bis ins 19. Jahrhundert der ursprüngliche Name Spinal (auch Spinneln) verwendet, der sich vom lateinischen Spinalium ableitet, wovon auch die Bezeichnung der Einwohner als Spinaliens herrührt.

## Geografie
Die 32.296 Einwohner (Stand 1. Januar 2022) zählende Stadt am Südwestrand der Vogesen liegt an der oberen Mosel.
Nachbargemeinden von Épinal sind Golbey und Dogneville im Norden, Jeuxey, Deyvillers und Aydoilles im Nordosten, La Baffe im Osten, Archettes und Arches im Südosten, Dinozé und Dounoux im Süden, Uriménil und Renauvoid im Südwesten sowie Chantraine im Westen.

## Geschichte
Épinal wurde gegen Ende des 10. Jahrhunderts durch den Metzer Bischof Dietrich I. gegründet.
Das Gefecht bei Épinal fand während des Winterfeldzuges 1814 der Befreiungskriege am 11. Januar 1814 statt zwischen französischen und württembergischen Truppen, die von russischen Kosaken unterstützt wurden.
Nach dem verlorenen Deutsch-Französischen Krieg und der damit verbundenen Grenzverschiebung nach Westen wurde Épinal als Fester Platz Épinal zur Gürtelfestung mit einer großen Anzahl das Zentrum umgebender Forts ausgebaut. Da es während des Ersten Weltkrieges hier zu keinen Kampfhandlungen kam, sind die meisten dieser Festungswerke nahezu vollständig erhalten.
Im Juni 1940 wurde Épinal im Rahmen des Westfeldzuges von der 2. Panzer-Division der Wehrmacht erobert. Die jüdischen Unternehmen und Geschäfte wurden registriert und dann unter der Vichy-Regierung arisiert. Im Juni 1942 fand die erste Deportation von Juden statt. Im Januar und März 1943 sowie im März 1944 folgten große Razzien. Insgesamt wurden mehr als 90 Juden verhaftet und in Lager gebracht, bevor sie größtenteils in Auschwitz ermordet wurden. Am 24. September 1944 wurde die Stadt befreit, nachdem das Zentrum durch Artillerie schwer beschädigt worden war.

### Bevölkerungsentwicklung
| Jahr      | 1962   | 1968   | 1975   | 1982   | 1990   | 1999   | 2007   | 2018   | 2021   |
| --------- | ------ | ------ | ------ | ------ | ------ | ------ | ------ | ------ | ------ |
| Einwohner | 30.313 | 36.856 | 39.604 | 37.818 | 36.732 | 35.782 | 33.528 | 32.223 | 32.285 |

## Sehenswürdigkeiten

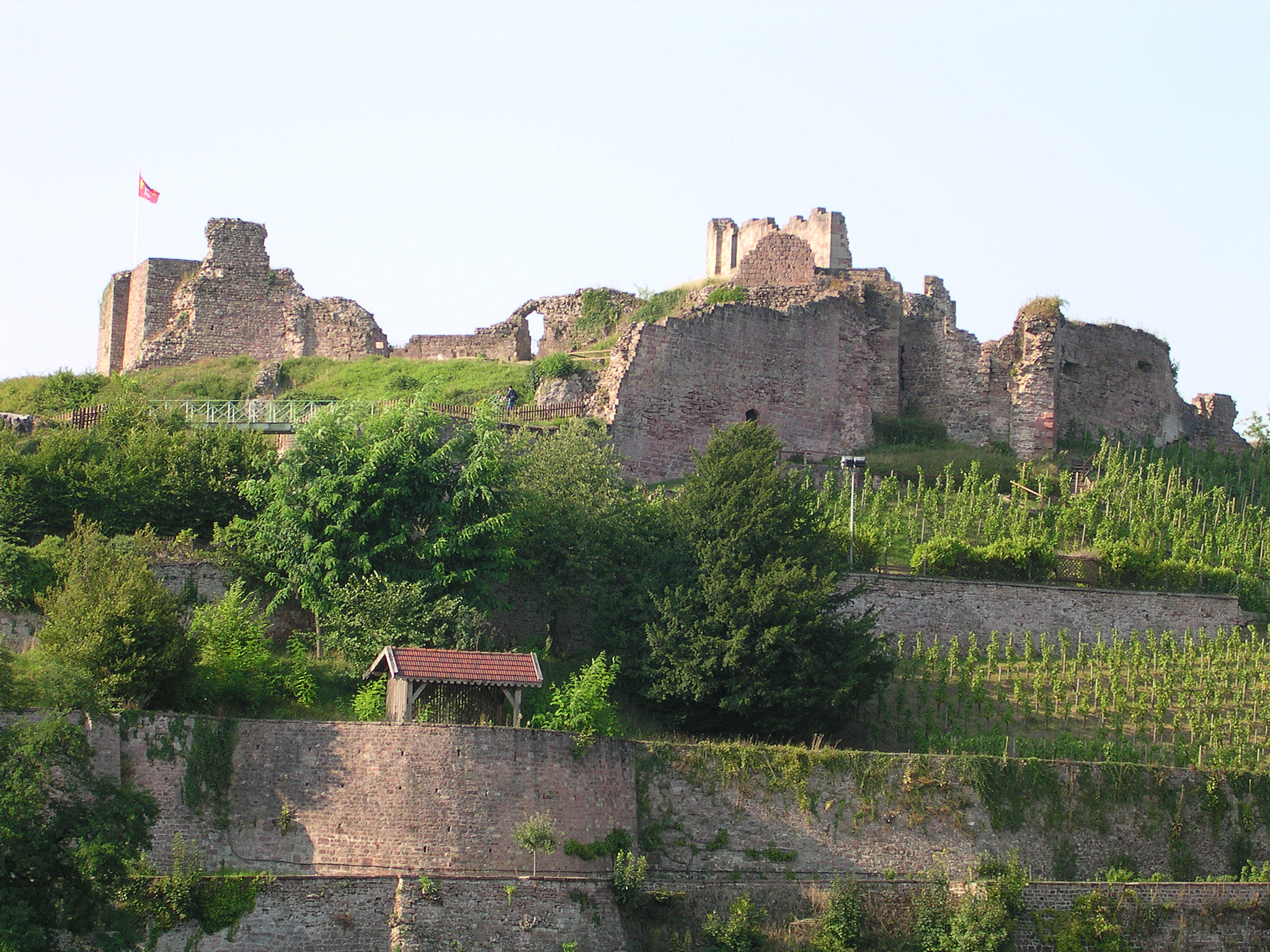
Burgruine
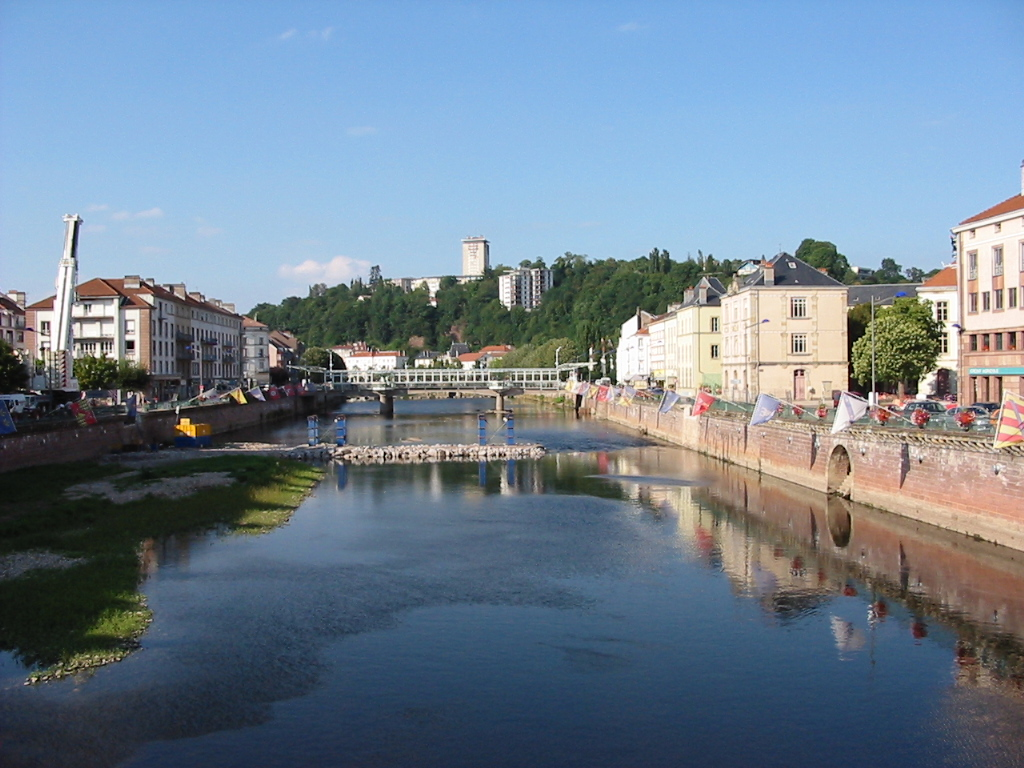
Die Mosel in Épinal
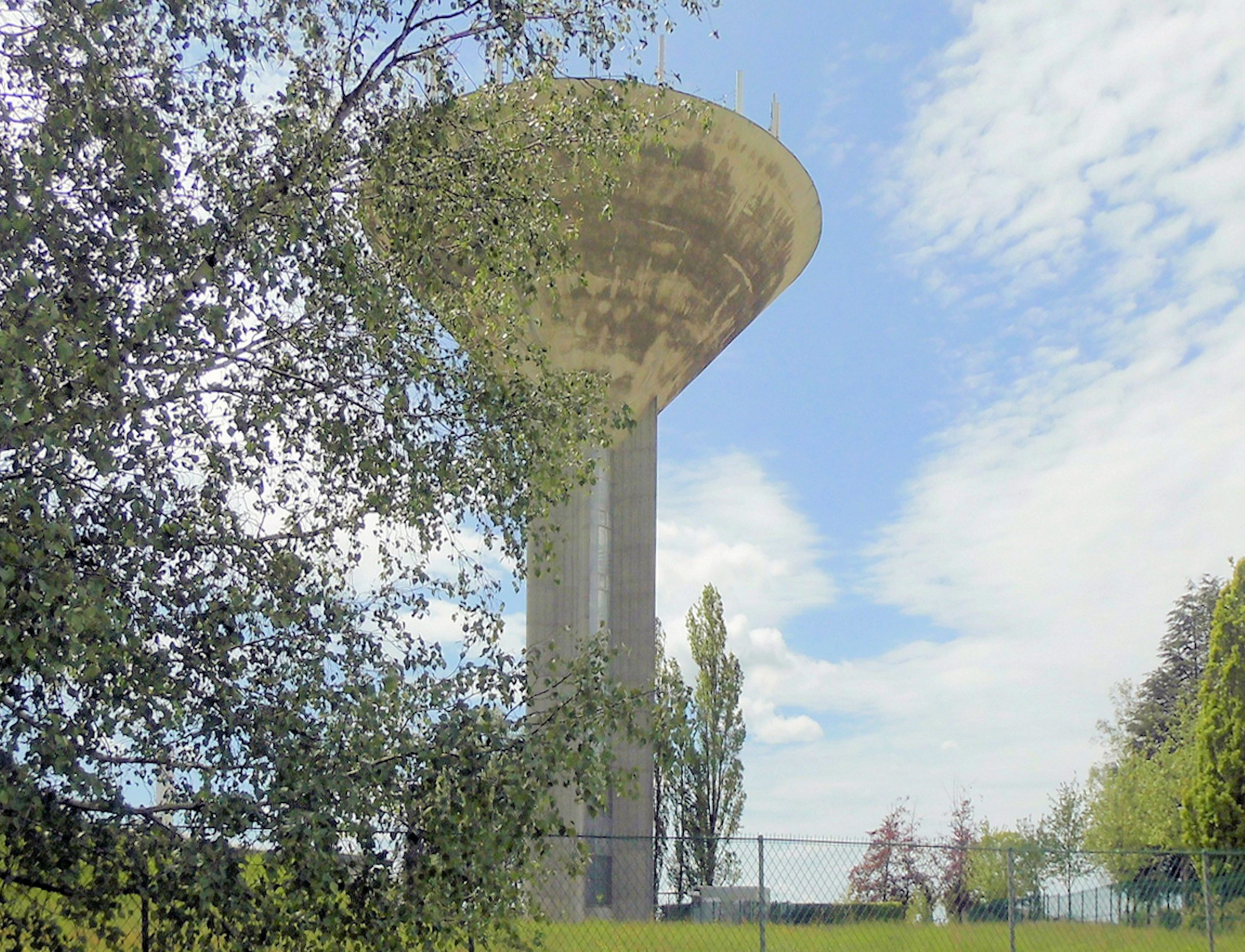
Wasserturm

- Musée de l’Image, Sammlung von über 23.000 Bilderbögen und Holzschnitten. Die Vorgänger der Comics wurden ab 1796 hier gedruckt und gingen zeitweise in die ganze Welt.[4]
- Imagerie d’Épinal, kunsthandwerkliches Unternehmen, gegründet 1796 von Jean-Charles Pellerin.[4]
- Museum für Alte und Zeitgenössische Kunst (Musée départemental d’Art ancien et contemporain), zeigt gallorömische Funde, mittelalterliche Sakralkunst und hervorragende Gemälde, u. a. Hiob und seine Frau von Georges de la Tour.
- Historische Altstadt
- Basilika Saint-Maurice, ein Bau des 11. Jahrhunderts mit Spitzbogen-Gewölbe im Mittelschiff aus dem 13. Jahrhundert, mit Seitenschiffen mit Rundgewölben, mit gotischem Chor aus dem 14. Jahrhundert im typischen Stil der Champagne, mit Turm aus dem 12. Jahrhundert (Wehrgang aus dem 13. Jahrhundert; neuromanisches Hauptportal von 1843), mit Hauptaltar aus dem 19. Jahrhundert
- Kirche Notre-Dame-au-Cierge, erbaut 1956–1958, mit einem 180 m² großen Glasfenster von Gabriel Loire
- Burgruine (1670 Zerstörung der Burg) in einem Park östlich über der Altstadt
- Roserie (Mittelalterlicher Rosengarten im römischen Stil)
- Jachthafen
- Planetarium
- Wasserturm

Religiöse Gebäude in Épinal
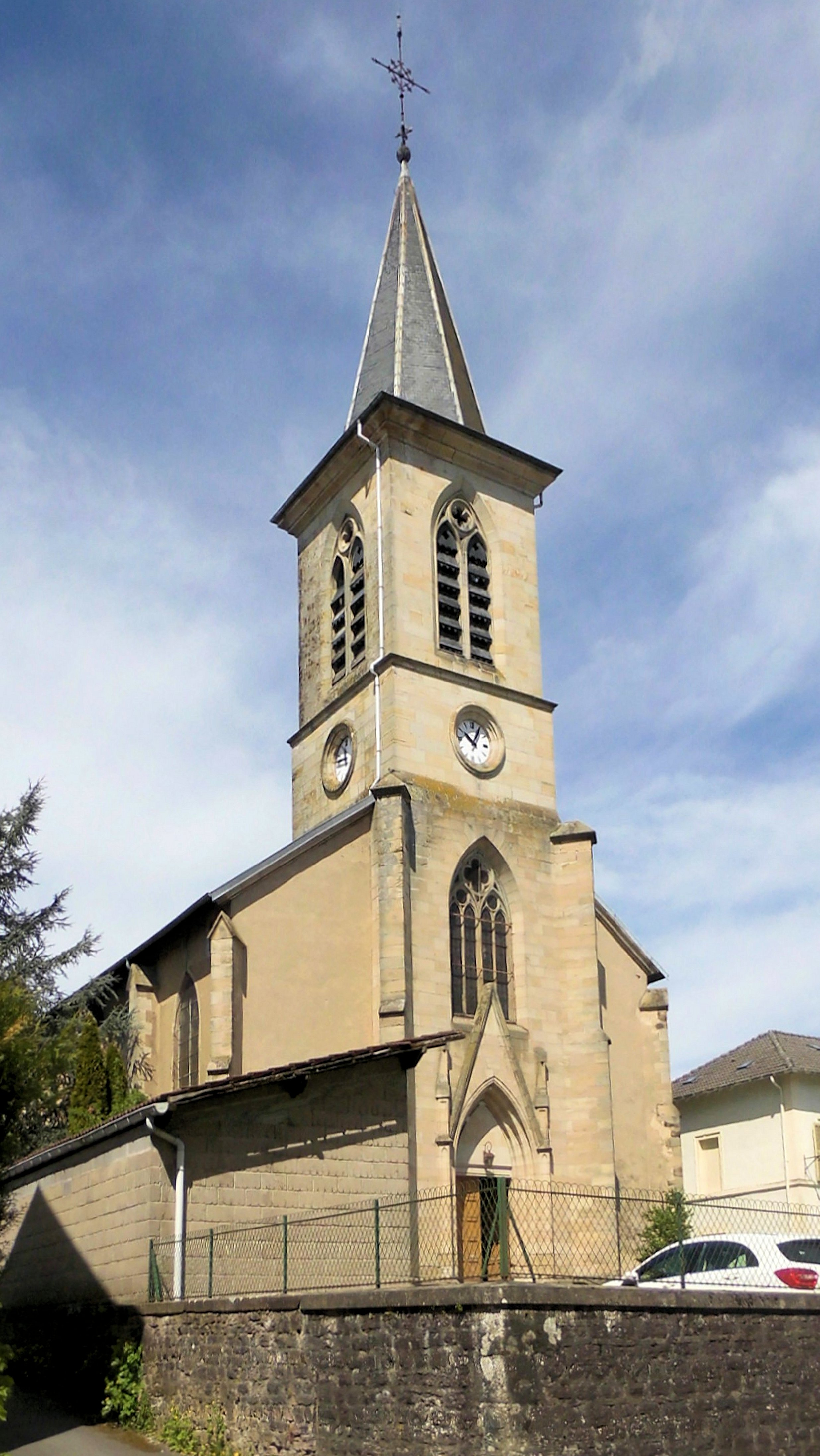
Kirche Saint-Claude
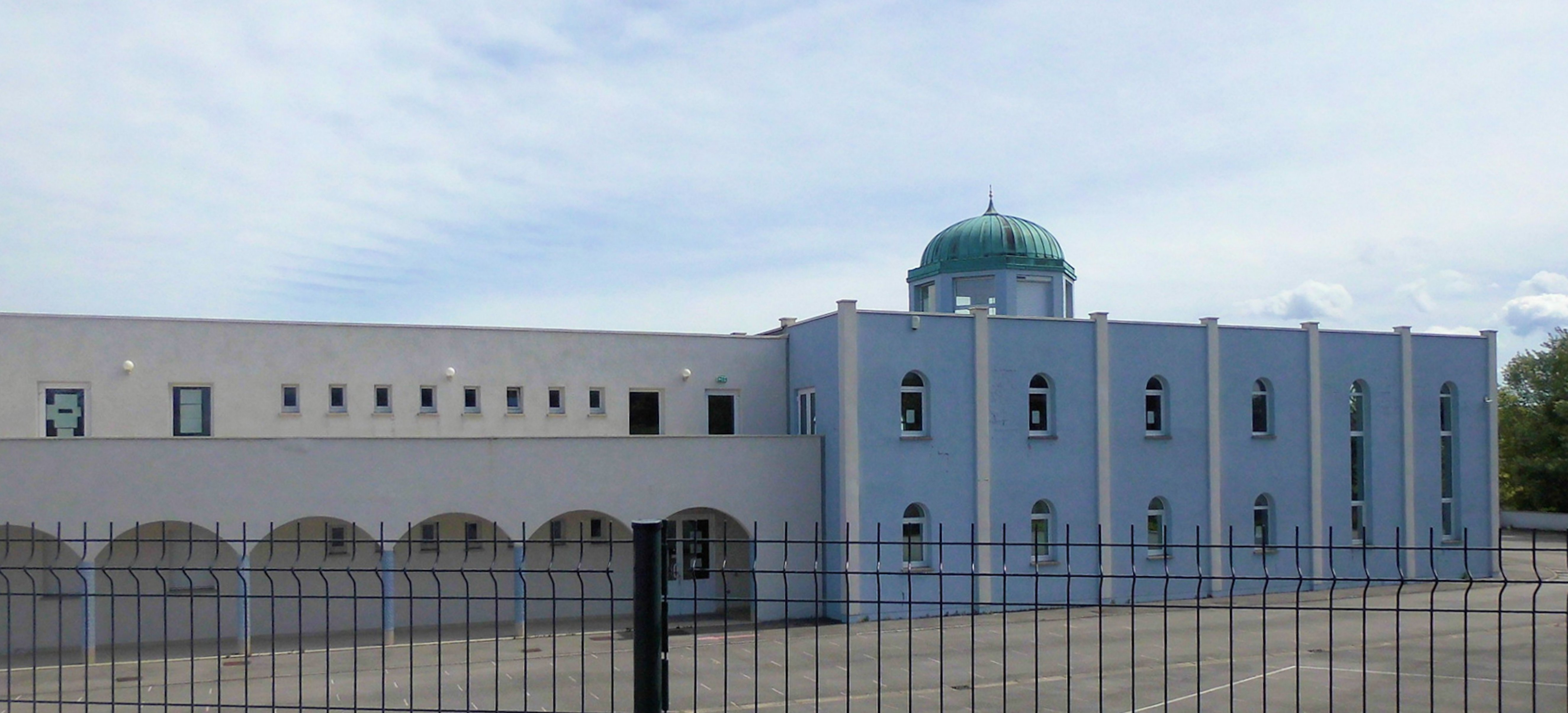
Moschee
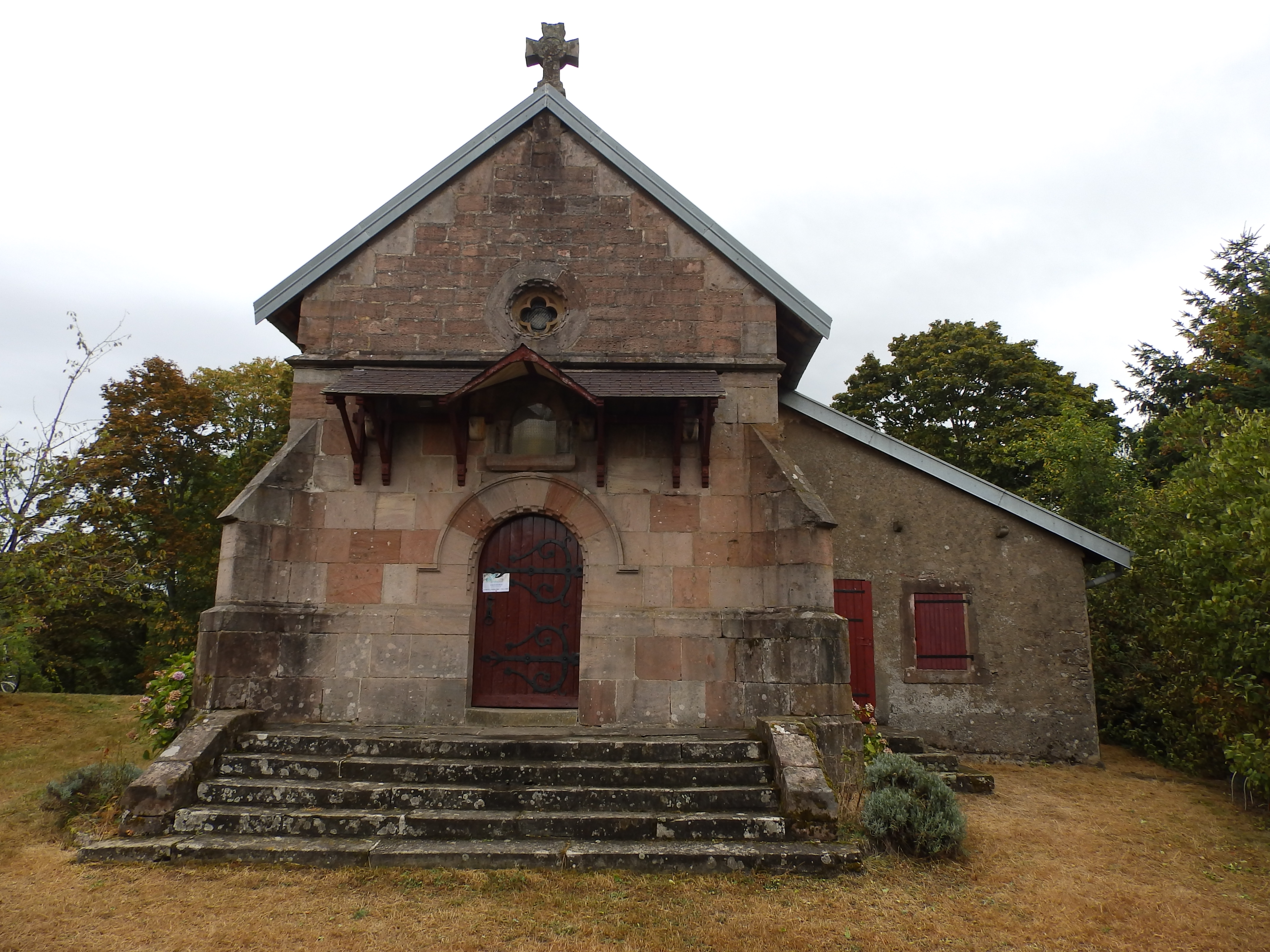
Kapelle Saint-Michel
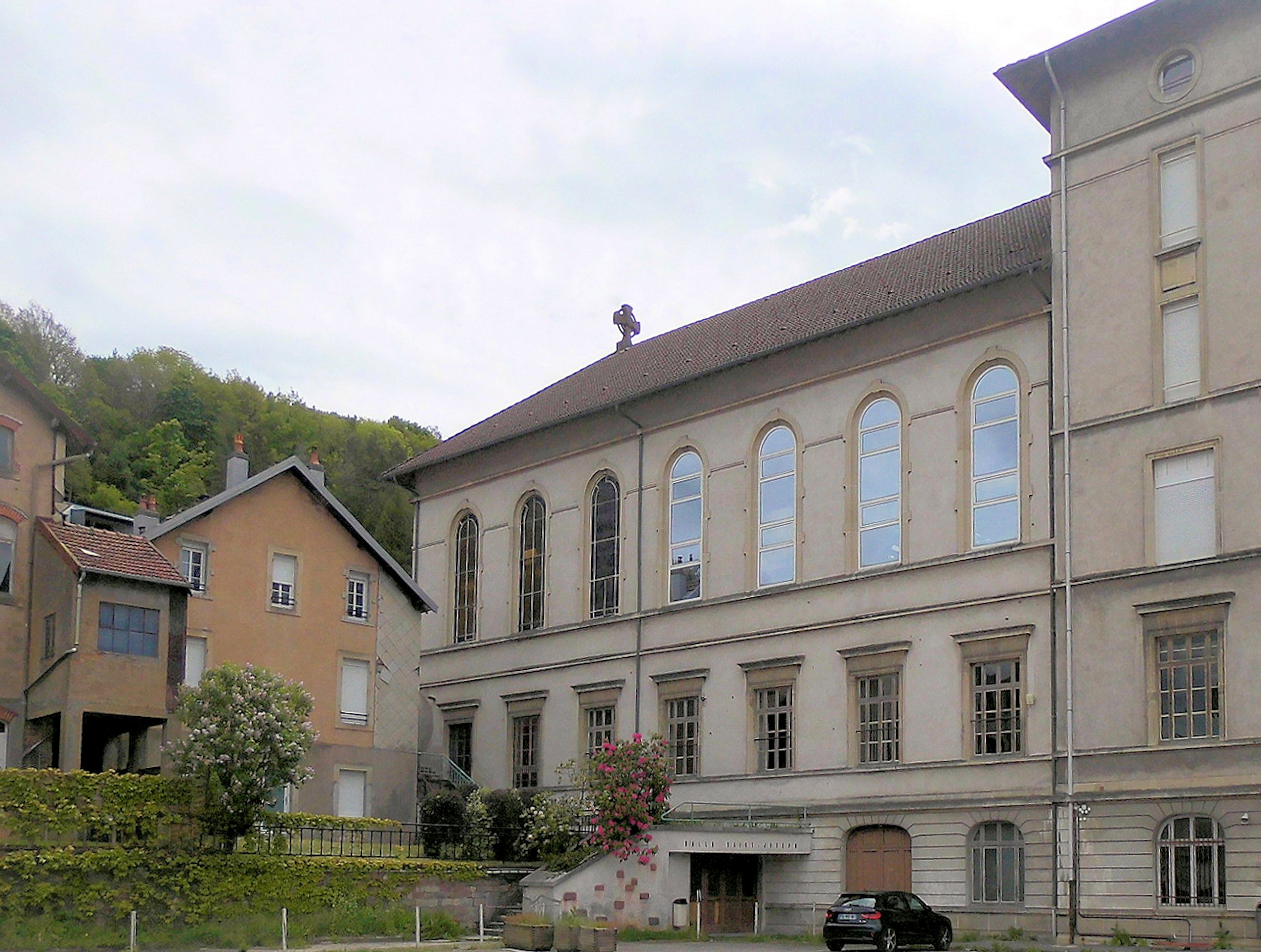
Kapelle der Hochschule Notre-Dame und St. Joseph
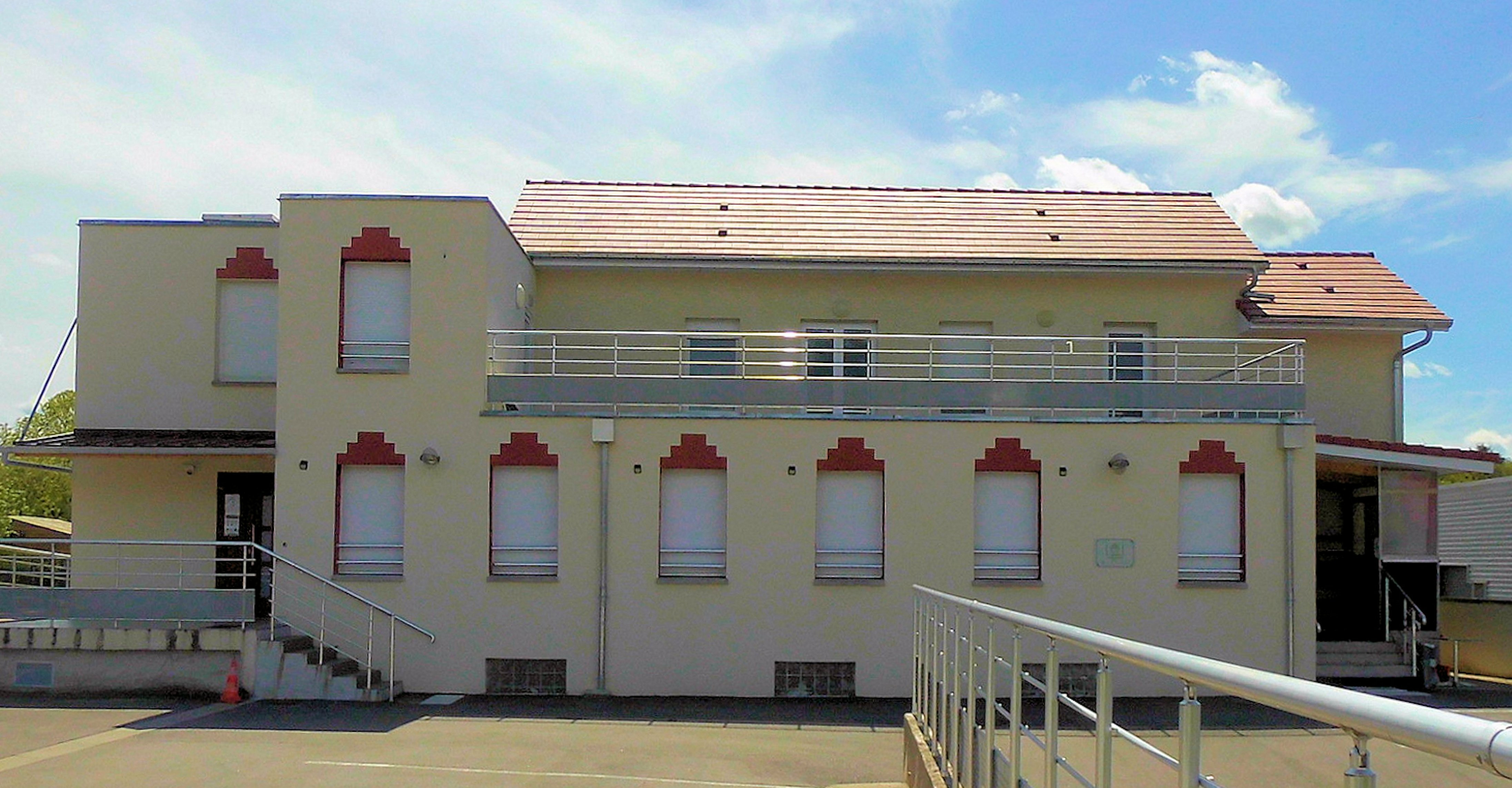
Moschee Al Madina Al Mounawara
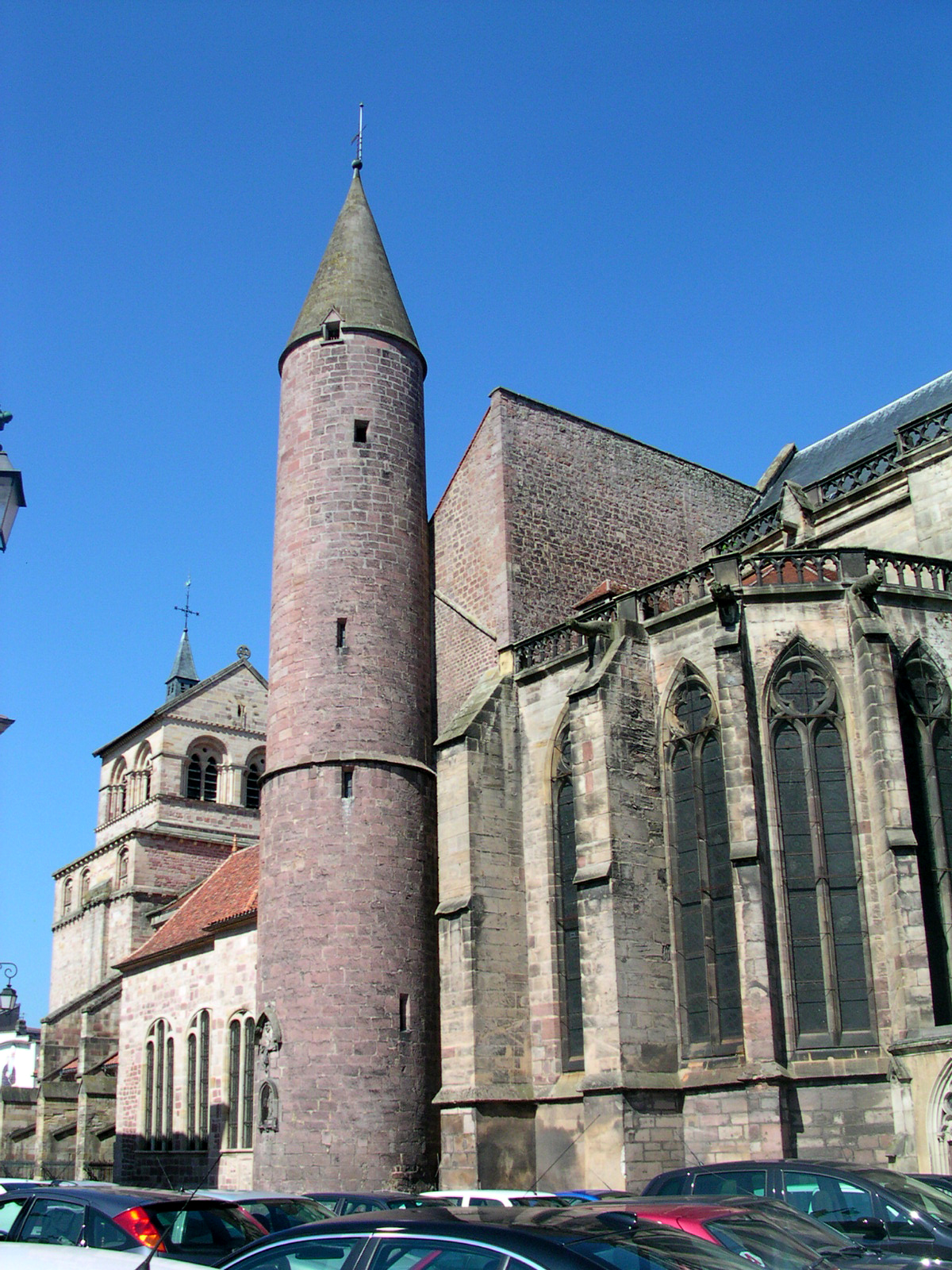
Basilika Saint-Maurice
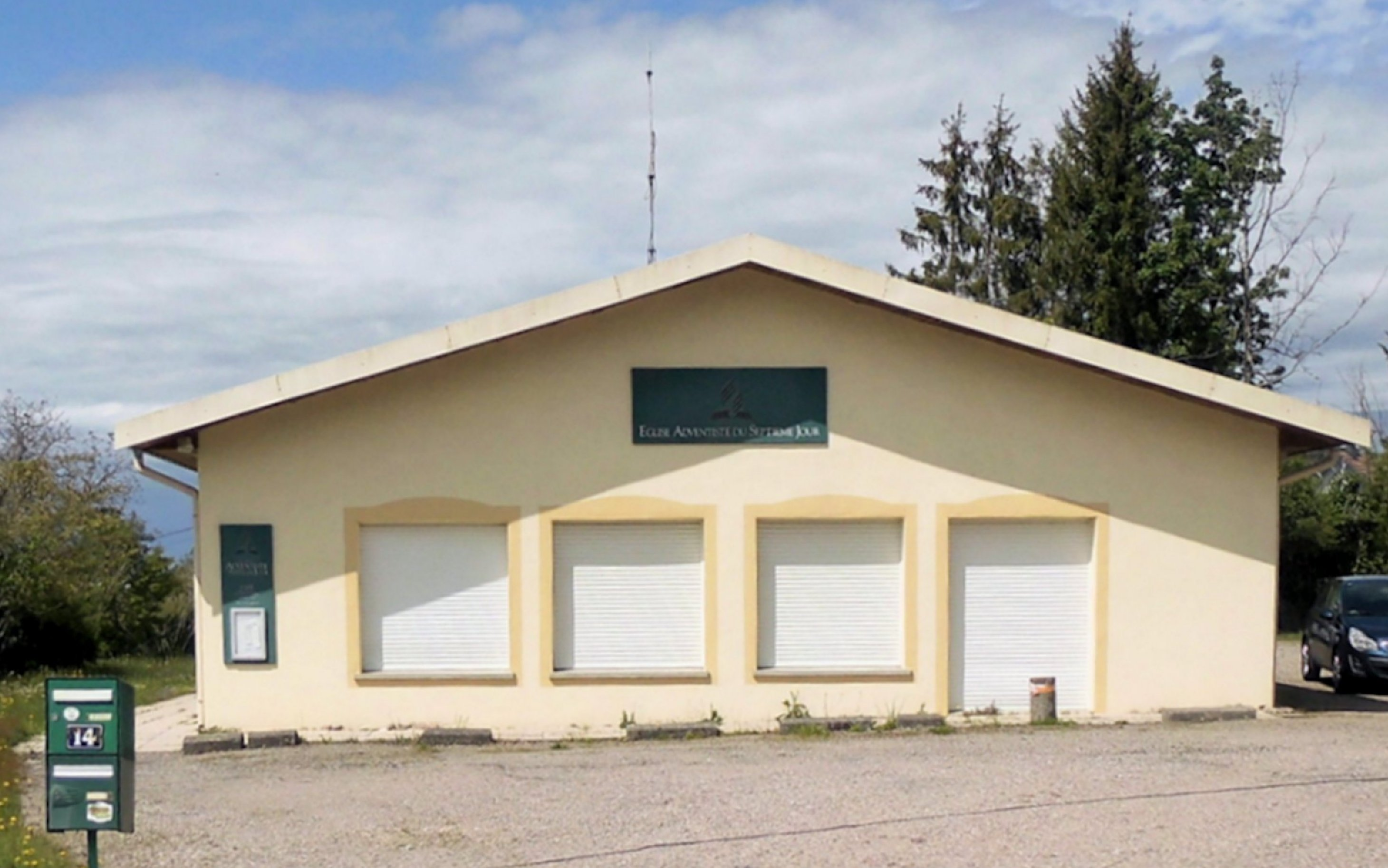
Kirche der Siebenten-Tags-Adventisten
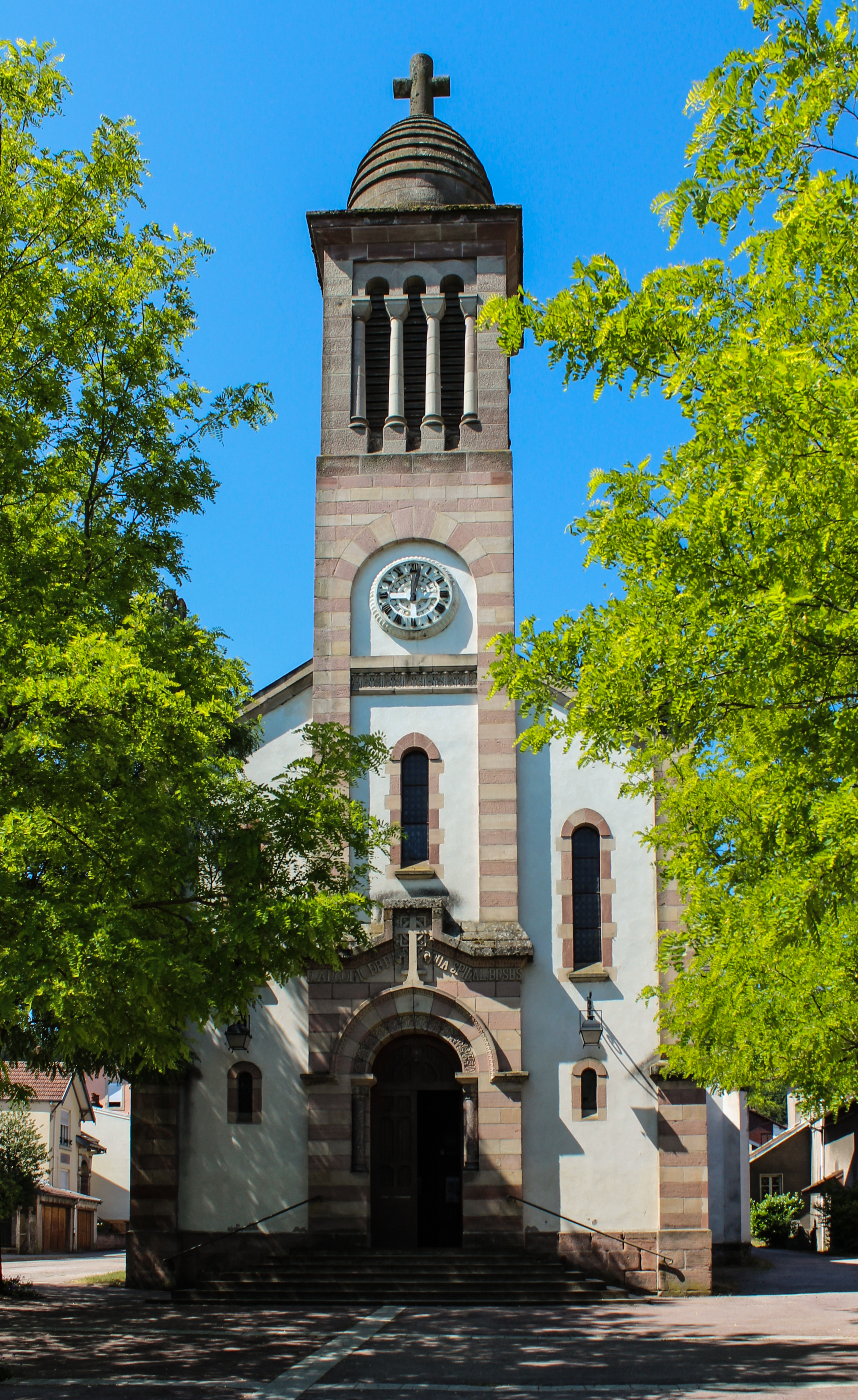
Kirche Saint-Antoine
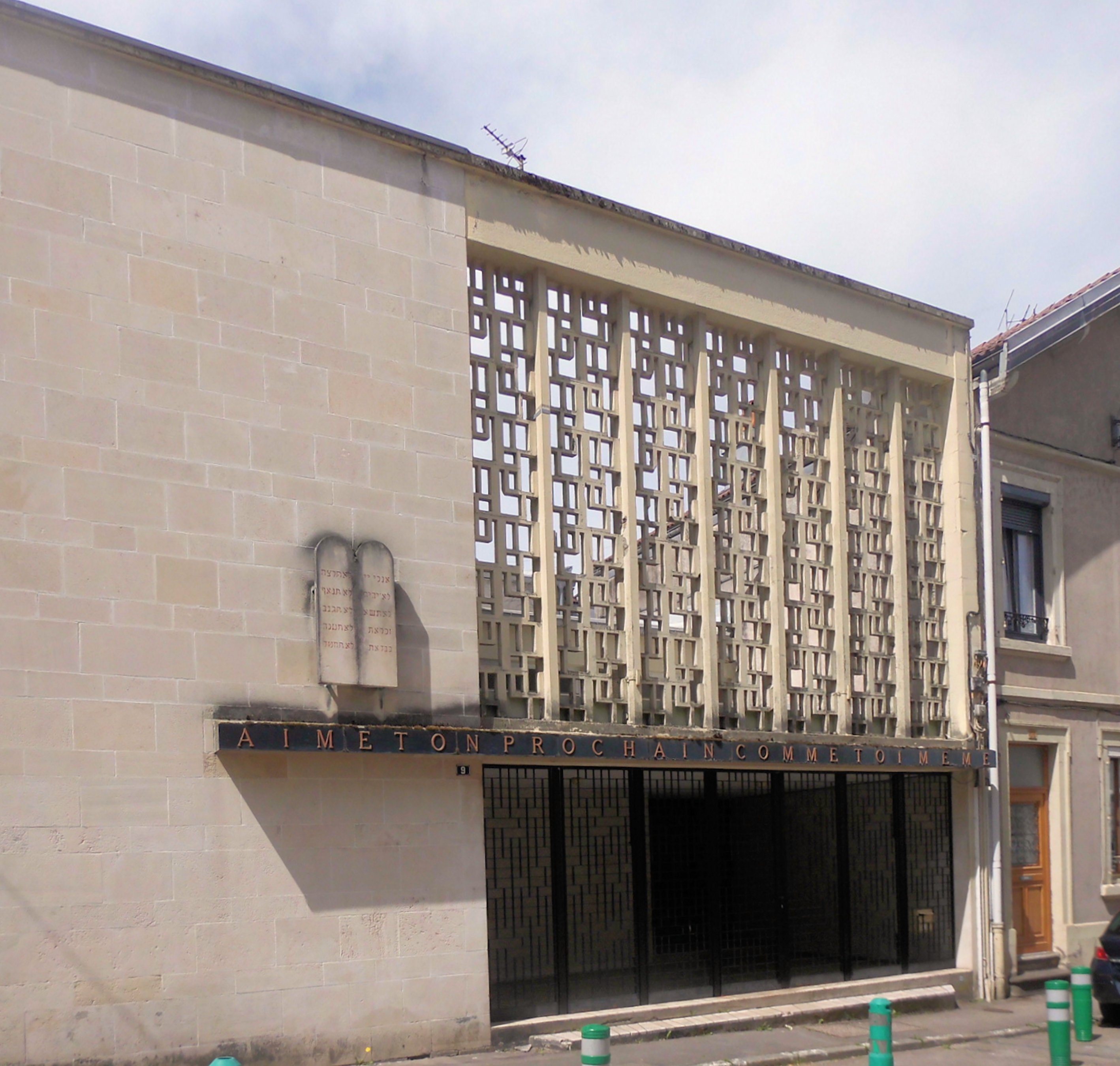
Neue Synagoge
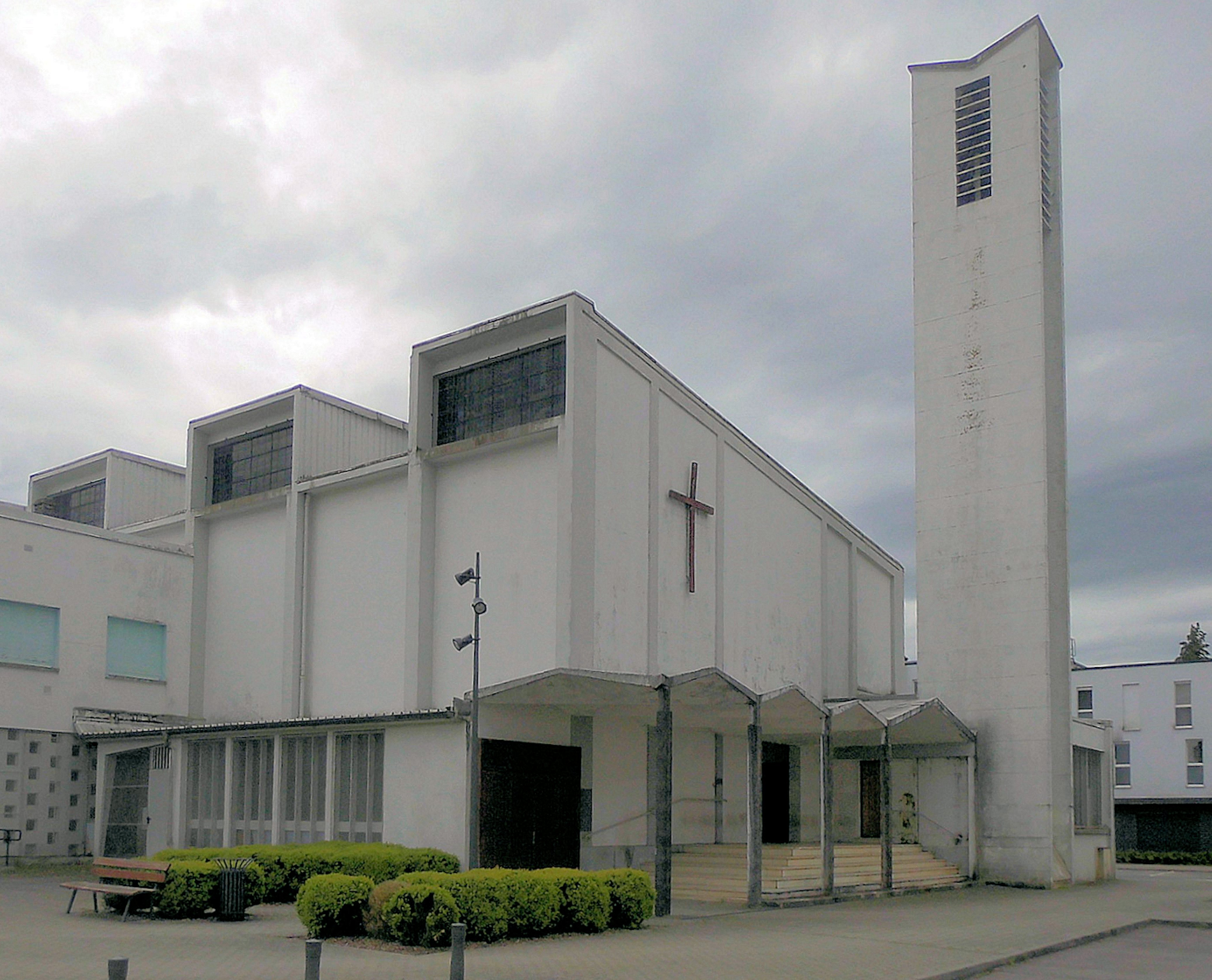
Kirche Sainte-Marie-Goretti

## Bildung
In der Stadt befindet sich die Ingenieurschule ENSTIB, die sich der Holzindustrie widmet.

## Städtepartnerschaften
- Bitola, Nordmazedonien
- Chieri, Italien
- Gembloux, Belgien
- La Crosse, Wisconsin, USA
- Loughborough, Großbritannien
- Nový Jičín, Tschechien
- Schwäbisch Hall, Deutschland

## Verkehrsanbindung

Einfahrt des Eröffnungszuges mit Kaiser Napoleon III. in den Bahnhof von Épinal am 26. Juni 1857

Die Stadt an der Mosel ist über einen drei Kilometer langen Stichkanal an den Canal des Vosges angebunden, der in Verbindung mit den Flüssen Saône und Rhône eine schiffbare Verbindung mit dem Mittelmeer und über den Rhein-Marne-Kanal zum Rhein herstellt. Heute wird die Kanalverbindung hauptsächlich von Sport- und Hausbooten genutzt; Épinal verfügt auch über einen Jachthafen.
Über die Bahnstrecke Blainville-Damelevières–Lure und die in der Nähe der Stadt von dieser abzweigende Strecke nach Remiremont ist Épinal an das Schienennetz der SNCF angeschlossen. Die Eisenbahn erreichte Épinal 1857. Kaiser Napoleon III. weihte diesen Abschnitt der Strecke persönlich ein.
Auf der Straße erreicht man die Stadt unter anderem über die RN 57 von Metz bzw. von Besançon.

## Kulinarische Spezialitäten
- Die Spinadors, Spezialität eines Schokoladenfabrikanten aus Épinal

## Persönlichkeiten
- Joseph Fratrel (1727–1783), Maler, Radierer und Kupferstecher
- Jean-Charles Pellerin (1756–1836), Unternehmer, Drucker von Spielkarten und Bilderbogen (Imagerie d’Épinal)
- Augustin Hacquard (1809–1884), Bischof von Verdun
- Gaston Floquet (1847–1920), Mathematiker
- Paul Marie Oudin (1851–1923), Arzt und Wissenschaftler, Erfinder der Oudinspule
- Émile Durkheim (1858–1917), Soziologe
- Marcel Mauss (1872–1950), Ethnologe
- Roger-Henri-Marie Beaussart (1879–1952), Weihbischof in Paris
- Marc Boegner (1881–1970), protestantischer Theologe
- Pierre Bretagne (1881–1962), Jurist und Komponist
- André Badonnel (1898–1991), Entomologe
- Henri Daniel-Rops (1901–1965), Schriftsteller und Historiker
- Henri Lepage (1908–1996), Fechter
- André Caquot (1923–2004), Orientalist und Spezialist für semitische Geschichte und Zivilisationen
- Jean-Marie Cavada (* 1940), Politiker
- Philippe Séguin (1943–2010), Politiker, Bürgermeister von Épinal 1983–1997
- Bernard-Nicolas Jean-Marie Aubertin (* 1944), Zisterzienser, Erzbischof von Tours 2005–2019
- Julien Bontemps (* 1970), Windsurfer
- Maryse Castello (* 1973), Cellistin
- Valérie Donzelli (* 1973), Schauspielerin
- Jean-Patrick Nazon (* 1977), Radrennfahrer
- Laurent Claudel (* 1978), Leichtathlet
- Maria Pourchet (* 1980), Schriftstellerin
- Grégory Gaultier (* 1982), Squashspieler
- Aurore Mongel (* 1982), Schwimmerin
- Benoît Bastien (* 1983), Fußballschiedsrichter
- Matthieu Péché (* 1987), Slalom-Kanute
- Pierre Thiriet (* 1989), Autorennfahrer
- Nacer Bouhanni (* 1990), Straßenradrennfahrer
- Gaëtan Bussmann (* 1991), Fußballspieler
- Fabien Claude (* 1994), Biathlet
- Émilien Claude (* 1999), Biathlet
- Aubin Sparfel (* 2006), Radrennfahrer